# فاصل من اللحظات اللذيذة
فاصل من اللحظات اللذيذة هو فيلم مصري عُرض في عام 2024 ضمن موسم عيد الفطر 1445 هـ، من بطولة هشام ماجد، بيومي فؤاد، هنا الزاهد، محمد ثروت، طه دسوقي، مقتبس من قصة أنچيلينا أمينة للكاتبة مها سامي، ومن إخراج أحمد الجندي.
للكاتبة: مها سامى

## ملخص القصة
تدور أحداث الفيلم في إطار كوميدي ممزوج ببعض الرومانسية، حول درية وصالح، تقع لهما العديد من المشاكل، إلى أن تفتح بوابة بالصدفة تقودهما إلى العوالم الموازية.

## طاقم العمل

### طاقم التمثيل
| - هشام ماجد:صالح أبو سعدة - هنا الزاهد:درية السيد أحمد - محمد ثروت: كمال كومبو - جان رامز:بودي - بيومي فؤاد:زكريا | - غادة إبراهيم:ضيفة شرف - بنفسها - محمود الليثي:ضيف شرف - نور قدري:ضيفة شرف - طه دسوقي:ضيف شرف |

بالاشتراك مع: عبد الرحمن محمد - أحمد طارق - حمزاوي - مصطفى الرومي:المهندس نور عبد المجيد - مصطفى الجعفري - محمد الهجرسي - نورهان هاني- مها مهدي - رامي عبد المقصود - راندا إبراهيم - فرج يوسف - محمد البطاوي- باتريسيا - أيمي الجندي - حسن قطب - سمير الحكيم - عصام الطيار - إسلام أشرف - لنا عز العرب -

### أداريون
| - أحمد السبكي: منتج - السبكي فيلم للإنتاج والتوزيع (السبكي للإنتاج السينمائي): منتج - مها سامي :مؤلف و كاتب القصة | - عادل حقي: موسيقى تصويرية - جون شحاتة: VFX Onset - عمرو عاكف: vex supervisor - أحمد الجندي: مخرج - عمرو عاصم: مونتير |

## إيرادات الفيلم
حتى تاريخ 8 يونيو 2024، حقق الفيلم في المملكة العربية السعودية إيرادات بلغت 6 مليون دولار (+22.3 مليون ريال). وحقق في مصر إيرادات بلغت 59,554,369 جنيه مصري. بينما حقق 1,226,621 دولار في الإمارات العربية المتحدة.